# Hoplia monticola
Hoplia monticola är en skalbaggsart som beskrevs av Miyake 1986. Hoplia monticola ingår i släktet Hoplia och familjen Melolonthidae. Inga underarter finns listade i Catalogue of Life.